# Timothey N’Guessan
Timothey Germain Joseph N’Guessan (* 18. September 1992 in Massy, Frankreich) ist ein französischer Handballspieler. Seit 2016 spielt der linke Rückraumspieler in der spanischen Liga ASOBAL für den FC Barcelona. Im September 2021 wurde ihm für den Gewinn der Goldmedaille mit der französischen Nationalmannschaft bei den Olympischen Spielen in Tokio der Ritterorden der Französischen Ehrenlegion verliehen.

## Karriere
Der 1,96 m große und 105 kg schwere Rechtshänder spielte in seiner Jugend beim Dieppe UC und SMV Porte Normande. 2011 nahm ihn der französische Erstligist Chambéry Savoie HB unter Vertrag. Mit 418 Toren in 115 Spielen empfahl er sich für den großen FC Barcelona, für den er seit 2016 aktiv ist. Mit den national konkurrenzlosen Katalanen gewann N'Guessan jedes Jahr die spanische Liga ASOBAL, die Copa ASOBAL sowie den Königspokal. International konnte er den Super Globe 2018 und 2019 gewinnen. In der EHF Champions League scheiterte er 2017 und 2019 im Final Four in Köln im Halbfinale. 2020 unterlag Barcelona im Endspiel dem THW Kiel. Ein Jahr später gewann er erstmals mit Barca die EHF Champions League. 2022 wiederholte der Franzose mit Barcelona diesen Triumph.
In der Französischen Nationalmannschaft debütierte Timothey N'Guessan am 7. Januar 2013 beim 26:10-Erfolg gegen Argentinien (3 Tore). Er bestritt 114 Länderspiele, in denen er 255 Tore erzielte. Bei den Olympischen Sommerspielen 2016 gewann er die Silbermedaille. Bei der Weltmeisterschaft 2017 wurde er Weltmeister. Jeweils Bronze errang N'Guessan bei der Europameisterschaft 2018 und der Weltmeisterschaft 2019. Mit Frankreich gewann er bei den Olympischen Spielen in Tokio die Goldmedaille. Auf Grund einer Wadenverletzung wurde er nach der Vorrunde durch Romain Lagarde ersetzt. Bei der Europameisterschaft 2024 gewann er mit Frankreich die Goldmedaille, dabei kam er in drei Spielen zum Einsatz und warf ein Tor.

## Erfolge
- mit dem FC Barcelona
  - Spanischer Meister (8): 2017, 2018, 2019, 2020, 2021, 2022, 2023 und 2024
  - Spanischer Pokalsieger (9): 2017, 2018, 2019, 2020, 2021, 2022, 2023, 2024, 2025
  - Spanischer Königspokal (8): 2017, 2018, 2019, 2020, 2021, 2022, 2023, 2024
  - Spanischer Supercup (6): 2016, 2017, 2018, 2019, 2020 und 2021
  - Iberischer Supercup (3): 2022, 2023, 2024
  - Katalanischer Supercup (8): 2016, 2017, 2018, 2019, 2020, 2021, 2022, 2023, 2024
  - EHF-Champions-League-Sieger 2021, 2022, 2024
    - EHF-Champions-League-Finalist 2020

  - Super Globe (3): 2017, 2018 und 2019

- mit der Französischen Nationalmannschaft
  - Weltmeisterschaften: Gold 2017, Bronze 2019
  - Europameisterschaften: Gold 2024, Bronze 2018
  - Olympische Spiele: Silber 2016, Gold 2020
  - Olympischen Jugend-Sommerspiele: Bronze 2010[7]